# Crepis kotschyana
Crepis kotschyana là một loài thực vật có hoa trong họ Cúc. Loài này được (Boiss.) Boiss. mô tả khoa học đầu tiên năm 1875.